# Elise Uijen
Elise Uijen, née le 23 juin 2003 à Herpen, est une coureuse cycliste néerlandaise.

## Biographie
Elise Uijen vit à Herpen dans le Brabant-Septentrional. 
Chez les juniors (17/18 ans), s'illustre principalement grâce à ses résultats en contre-la-montre. En 2020, elle devient championne d'Europe du contre-la-montre juniors et championne des Pays-Bas du contre-la-montre juniors. En 2021, elle est médaillée de bronze du championnat d'Europe du contre-la-montre juniors. Lors des mondiaux de la catégorie, elle se classe quatrième de la course en ligne et sixième du contre-la-montre.
En 2022, elle signe avec l'équipe World Tour DSM. Elle n’obtient qu’assez peu de résultats notables pour ses premiers pas à ce niveau. Elle remporte tout de même le maillot de la montagne au Tour de Romandie et termine troisième du contre-la-montre par équipes de l’Open de Suède Vårgårda. En 2023, elle décroche sa première victoire en tant que cycliste professionnelle lors de la dernière étape de la Setmana Ciclista Valenciana.

## Palmarès sur route

### Par années
- 2018
  - 3e du championnat des Pays-Bas du contre-la-montre cadettes
- 2019
  -  Championne des Pays-Bas du contre-la-montre cadettes
- 2020
  -  Championne d'Europe du contre-la-montre juniors
  -  Championne des Pays-Bas du contre-la-montre juniors
  - 9e du championnat d'Europe sur route juniors
- 2021
  -  Médaillée de bronze du championnat d'Europe du contre-la-montre juniors
  - 4e du championnat du monde sur route juniors
  - 6e du championnat du monde du contre-la-montre juniors
- 2022
  - 3e du contre-la-montre par équipes de l'Open de Suède Vårgårda
- 2023
  - 4e étape de la Setmana Ciclista Valenciana
  - 7e du Trofeo Alfredo Binda-Comune di Cittiglio

### Résultats sur les grands tours

#### Tour de France
1 participation
- 2023 : abandon (4e étape)

### Classements mondiaux
| Année                                 | 2023 |
| ------------------------------------- | ---- |
| Classement UCI                        | 216e |
| UCI World Tour                        | 113e |
|                                       |      |
| Légende : nc = non classéSource : UCI |      |